# トルジョーク

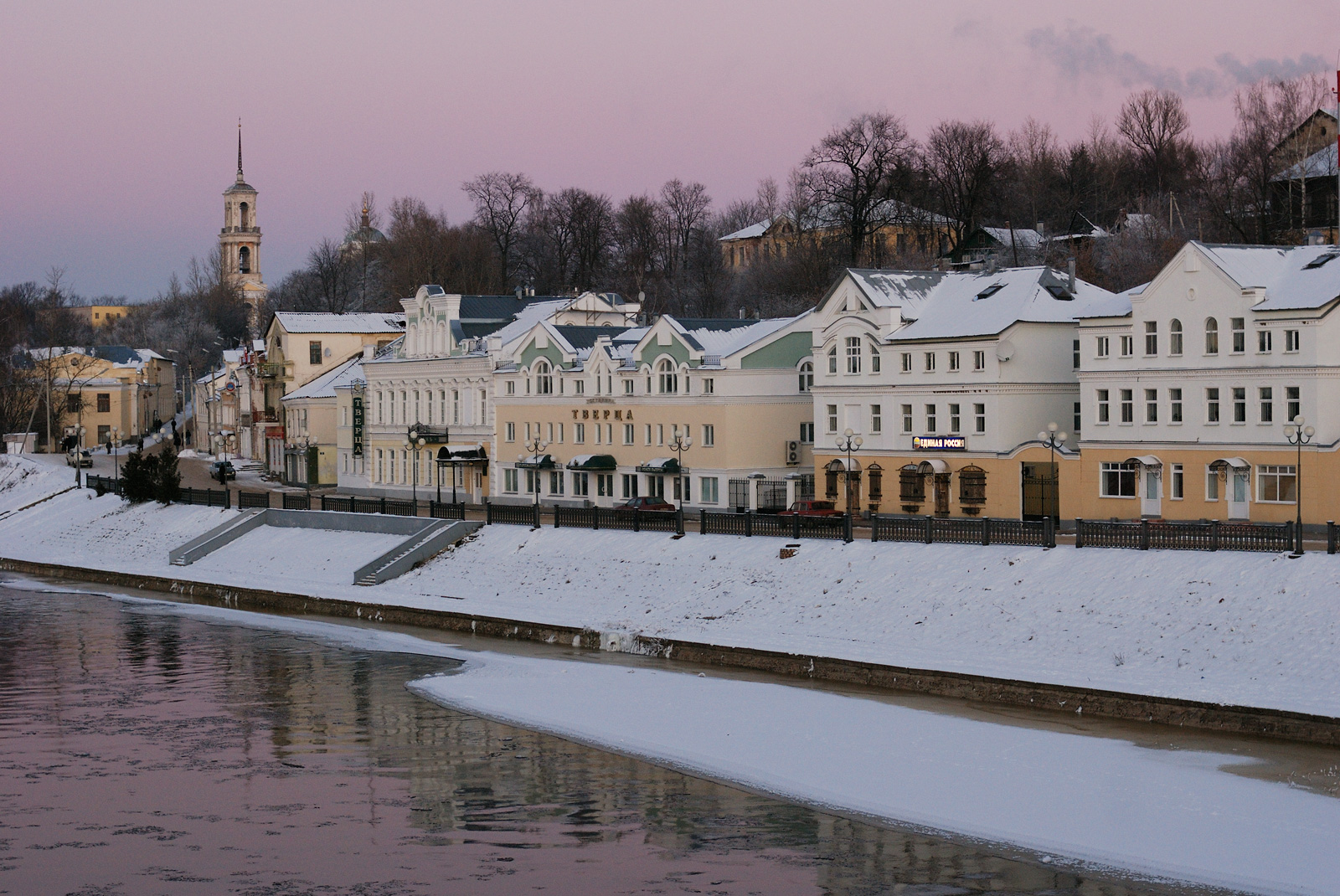
トヴェルツァ川河畔の風景

トルジョーク（トルジョク、ロシア語: Торжо́к；Torzhok）は、ロシアのトヴェリ州にある都市。人口は4万1116人（2021年）。トヴェルツァ川の河畔にあり、下流の州都トヴェリからは60km西に当たる。金細工や刺繍などの伝統工芸が有名。

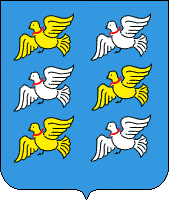
トルジョークの紋章

トルジョークは1139年に書かれた年代記に初めて言及される。当時のトヴェルツァ川はスカンジナビアと東ローマ帝国を結ぶ交易路（ヴァリャーグからギリシアへの道）の一部であり、交易拠点として、ノヴゴロド公国（ノヴゴロド共和国）の要塞（クレムリ）として重視された。ウラジーミル・スーズダリ大公国のユーリー・ドルゴルーキーの支配下に置かれたこともある。1238年にはノヴゴロド公国に攻め入ったモンゴル帝国軍に破壊され荒廃している。ノヴゴロドはモンゴルに破壊されなかったものの、ノヴゴロド公国にとって穀物の唯一の輸入路であったトルジョークを押さえられると飢餓につながるため、以後しばしば争奪の舞台となった。

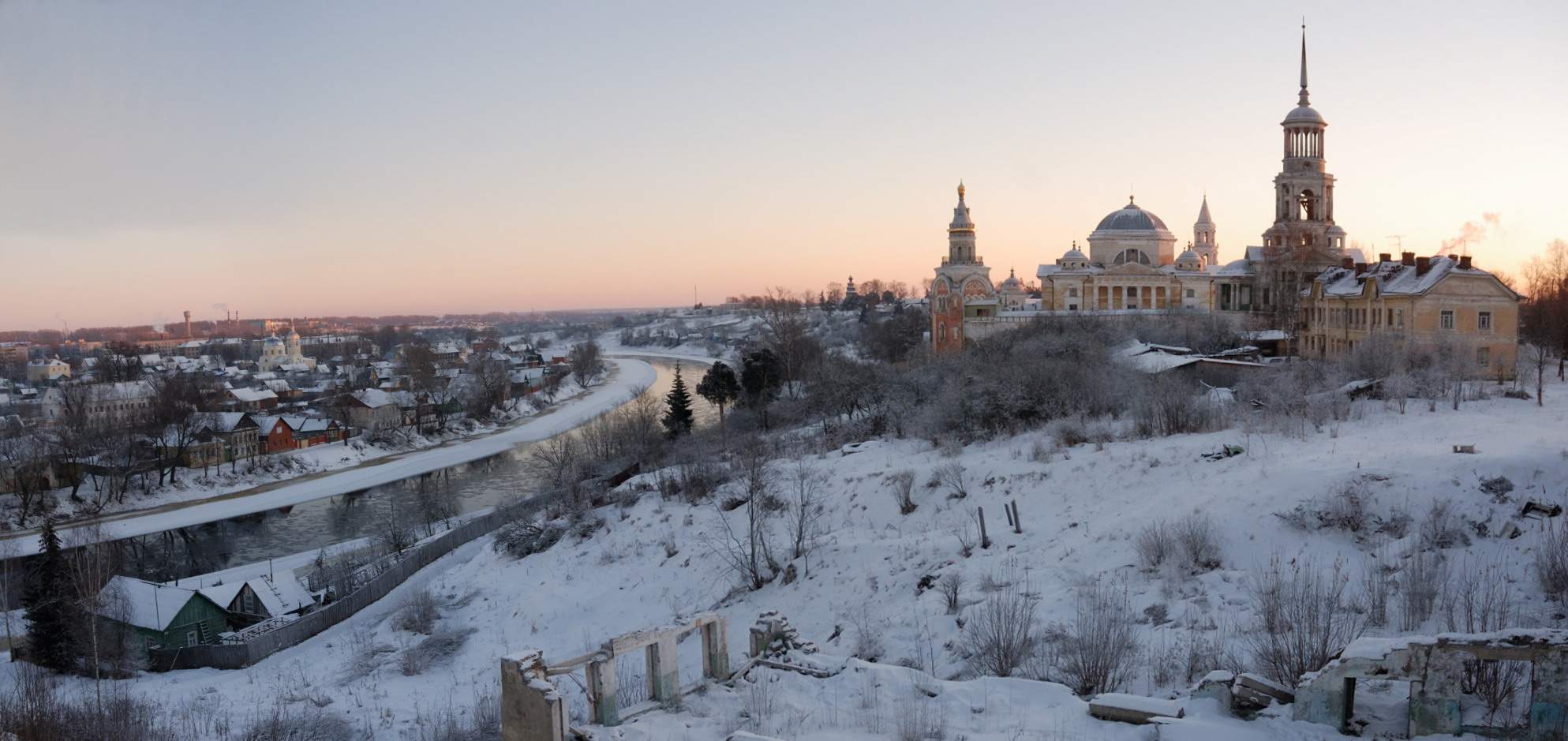
修道院と街並み

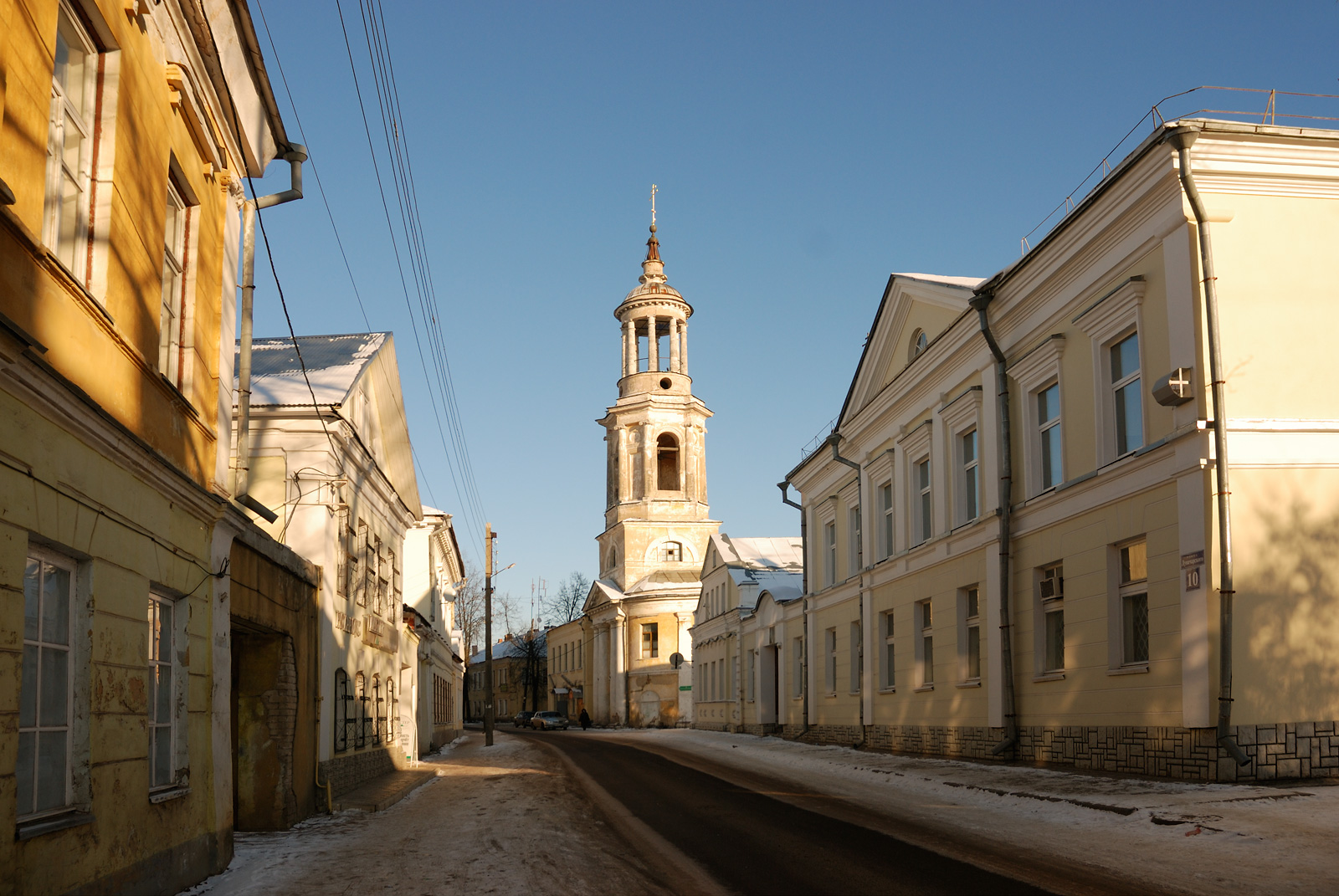
鐘楼と街並み

1478年、ノヴゴロド公国がモスクワ大公国に併合されるとトルジョークもその一部となり、モスクワとノヴゴロドを結ぶ水運の拠点として、工芸品の生産地として繁栄したが、リューリク朝断絶とボリス・ゴドゥノフ没後の16世紀末から17世紀初頭にかけての大動乱の時代にはポーランド王国軍の度重なる侵入で破壊された。
ピョートル1世のもとでロシア帝国が成立しモスクワからサンクトペテルブルクに遷都されると、トルジョークは両都市間を結ぶ街道や水運の中間点の街として多くの人や物が往来し繁栄した。1755年には都市の資格を得、その6年後には都市計画が立てられ、続く数十年の間に現在見られるような街並みが築かれた。
トルジョークには17世紀後半から18世紀に遡る教会など多くの歴史的建築物が残る。聖ボリスとグレブ修道院は、エカチェリーナ2世の時代にリヴォフ公により新古典様式で改築されている。町の主要な教会である救世主顕栄教会（プレオブラジェンスカヤ教会）は1374年の創建であるが現在の壮大な伽藍は1822年に献堂されたものである。またエカチェリーナ2世の小さな行宮もある。これらの建物や街並みは第二次世界大戦でもほとんどが残り、ロシアの古い時代の景観を濃厚に残している。
トルジョークには、19世紀前半に街道を何度も通ったアレクサンドル・プーシキンを記念する博物館もある。20世紀前半の画家アレクセイ・フォン・ヤウレンスキー（Alexej von Jawlensky）はトルジョーク出身である。
トルジョークは歴史的建造物を目的とした観光都市であるが、20以上の大きな工場が立地する工業都市でもあり、鉄道車両工場、繊維工場、靴工場、木材や食品加工など様々な産業がある。モスクワとサンクトペテルブルクを結ぶ高速道路M10が通るほか、リホスラヴリでモスクワ・サンクトペテルブルク鉄道から分かれてルジェフ・ヴャジマ方面へ結ぶ鉄道支線、およびトルジョークで分かれてクフシノヴォ方面へ向かう支線の駅もある。

## ギャラリー

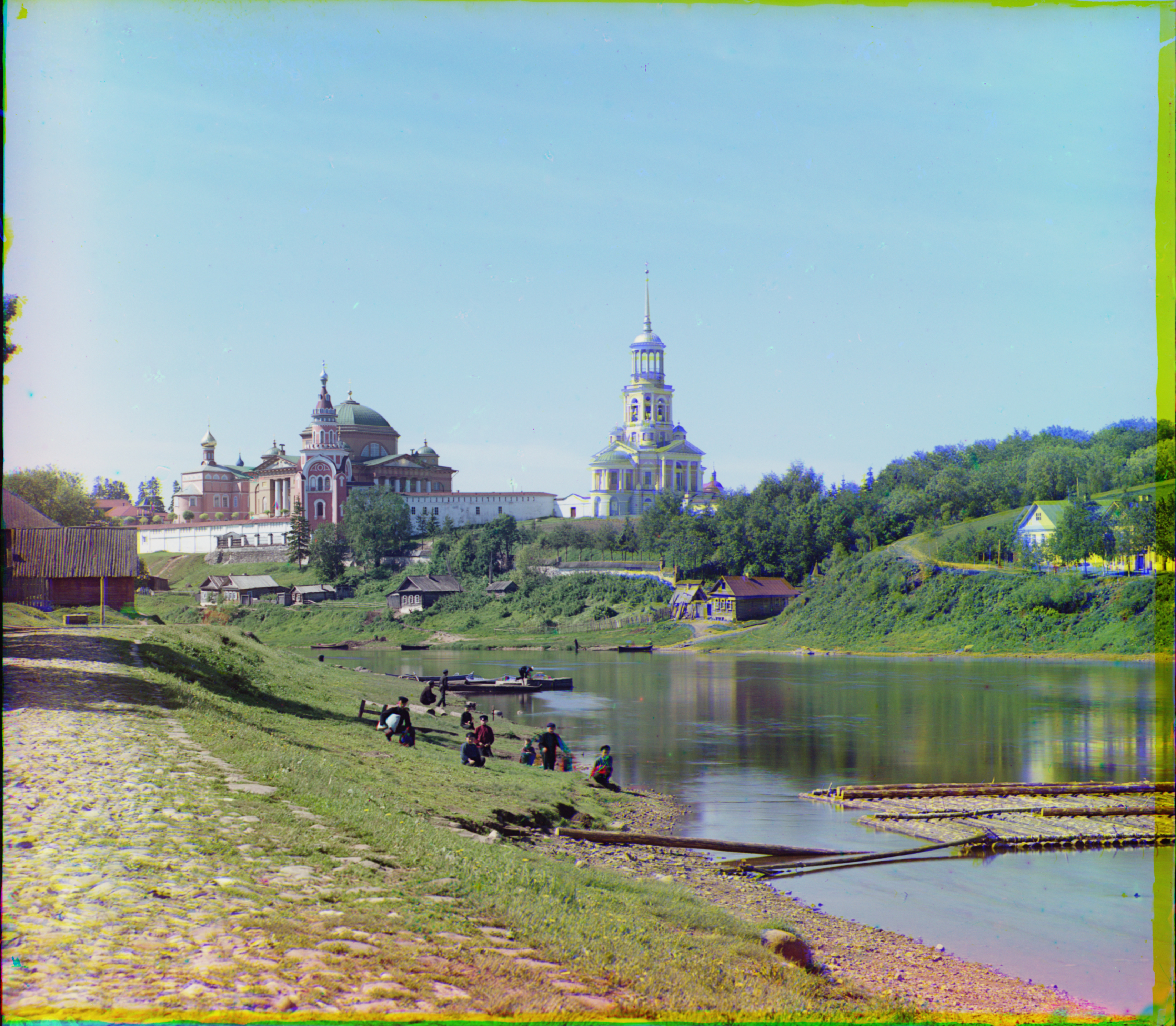
聖ボリスとグレブ修道院 (1785 - 96, 1894)：1910年代セルゲイ・プロクジン＝ゴルスキー撮影
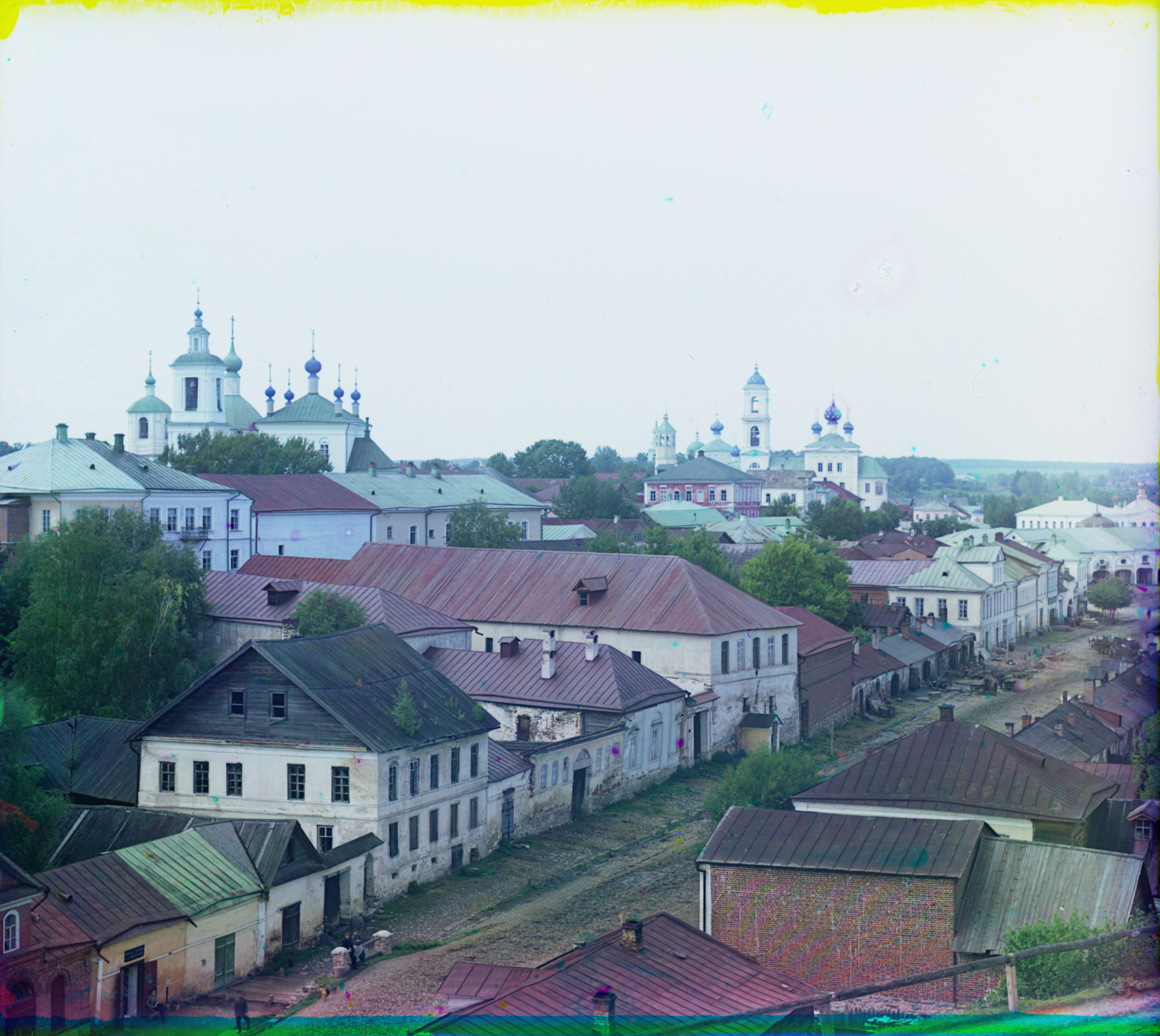
1910年代のトルジョーク。セルゲイ・プロクジン＝ゴルスキー撮影
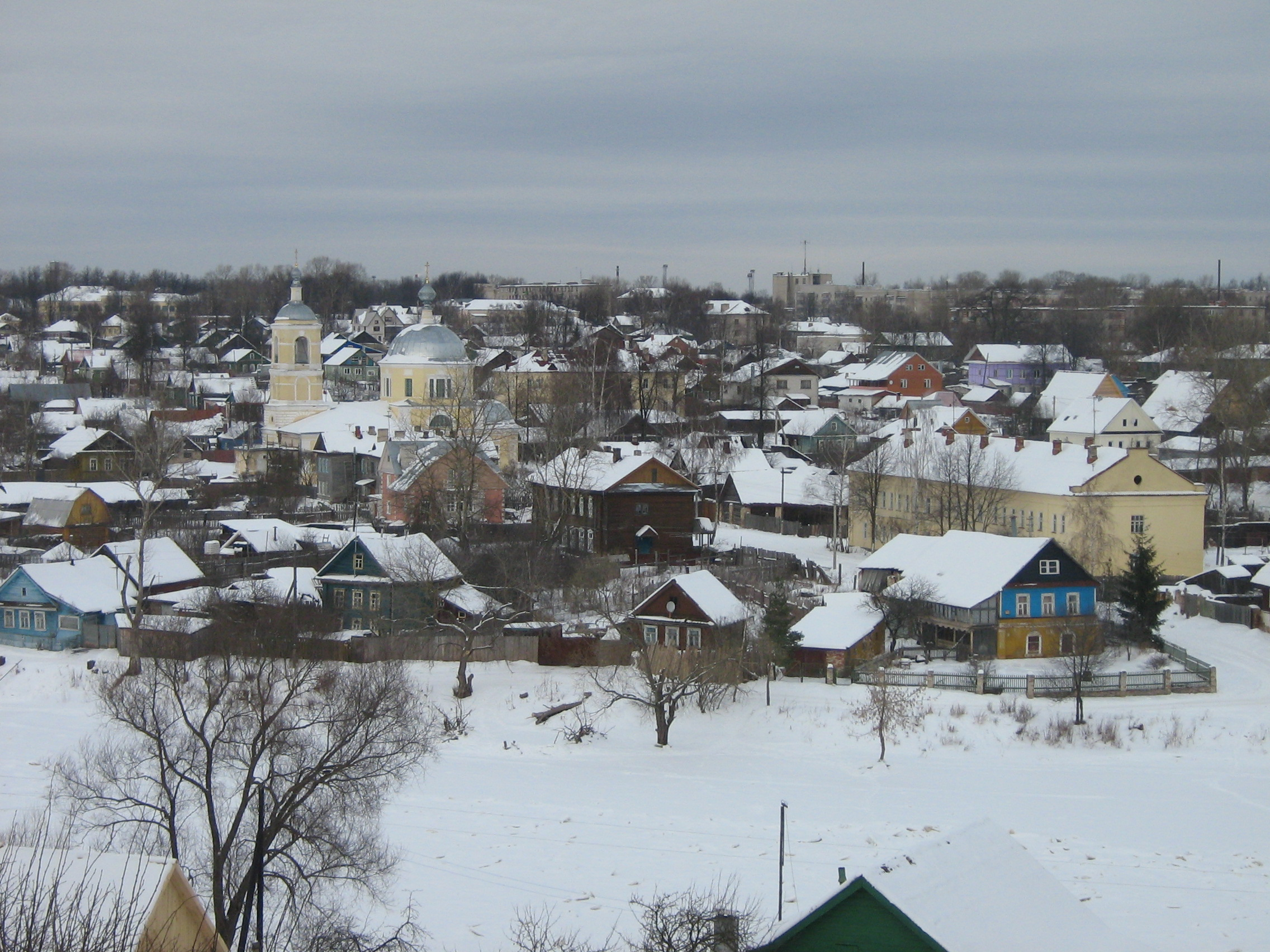
冬の風景
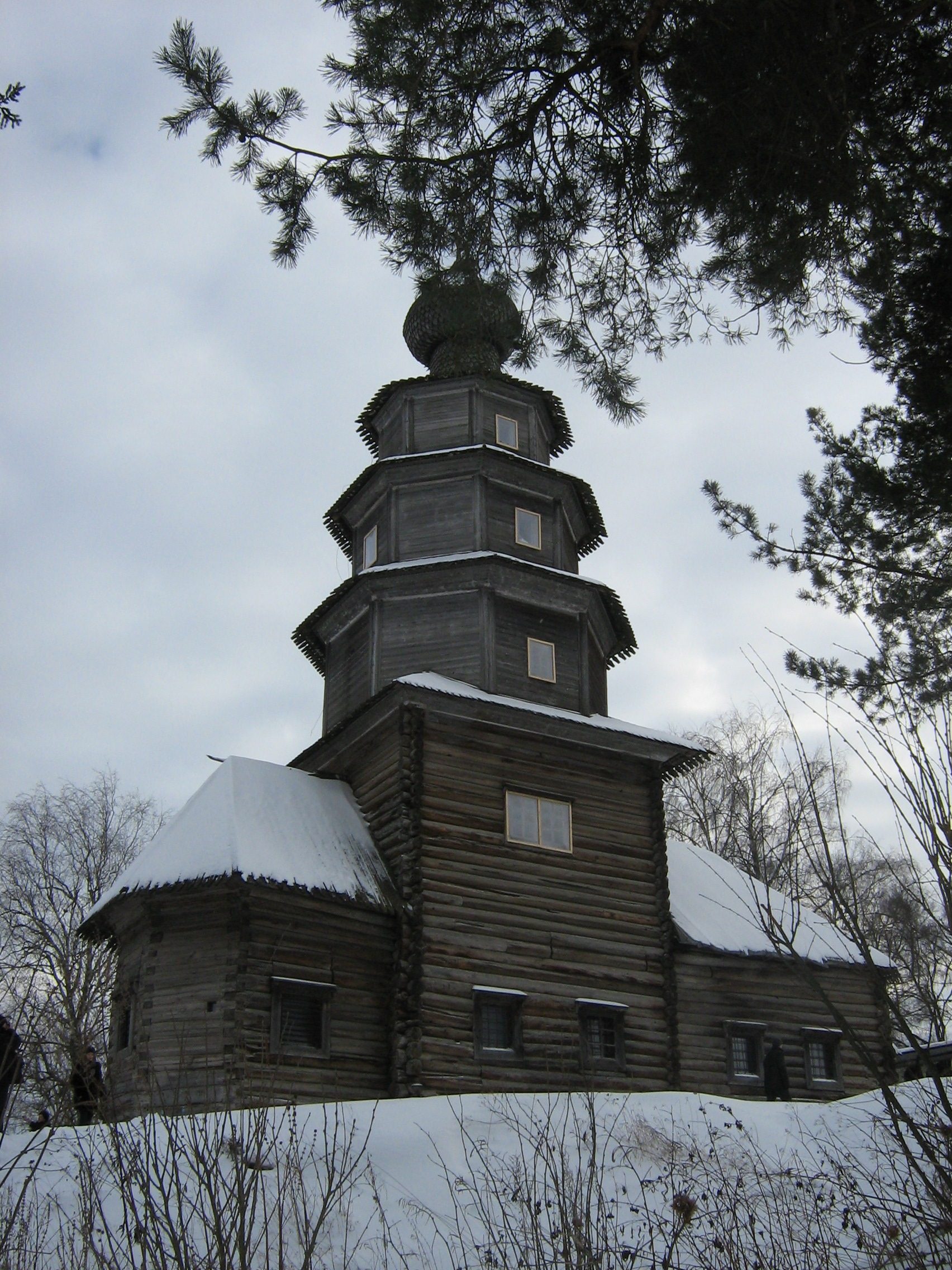
1717年建設の木造教会（主の昇天教会）